# Grand Prix automobile de Buenos Aires 1948
Le Grand Prix automobile de Buenos Aires 1948 est un Grand Prix dont deux éditions se sont déroulées à quelques jours d'intervalle, le 17-18 janvier 1948 (II Gran Premio del General Juan Perón y de la Ciudad de Buenos Aires) et le 14 février 1948 (II Gran Premio de Eva Duarte Perón). Le premier des deux Grands Prix, reporté d'une semaine à cause de pluies torrentielles s'est tenu sur deux manches qualificatives de quinze tours, puis, sur une manche finale de vingt-cinq tours. Le deuxième Grand Prix a vu directement concourir les pilotes sur un circuit raccourci pendant cinquante tours.

## IIGran Premio del General Juan Perón y de la Ciudad de Buenos Aires

### Première manche

#### Classement de la course
| Pos. | Pilote              | Écurie                   | Châssis             | Tours | Temps/Abandon               | Grille |
| ---- | ------------------- | ------------------------ | ------------------- | ----- | --------------------------- | ------ |
| 1    | Luigi Villoresi     | Scuderia Milano          | Maserati 4CL        | 15    | 40 min 57 s 1 (106,92 km/h) |        |
| 2    | Achille Varzi       | Privé                    | Alfa Romeo 12C-37   | 15    | + 31 s 6                    |        |
| 3    | Pascual Puopolo     | San Isidoro              | Maserati 8CL        | 15    | + 48 s 6                    |        |
| 4    | Juan Manuel Fangio  | Automovil Club Argentina | Maserati 4CL        | 15    | + 2 min 17 s 2              |        |
| 5    | Andres Fernández    | Privé                    | Maserati 6CM        | 14    | + 1 tour                    |        |
| Abd. | Jean-Pierre Wimille | Écurie Naphtra Course    | Alfa Romeo Tipo 308 | 3     | Boîte de vitesses           |        |
| Abd. | Eitel Cantoni       | Privé                    | Maserati 4CL        |       |                             |        |
| Np.  | Juan Manuel Fangio  | Privé                    | Ford Special        |       | Partant sur Maserati        |        |

- Légende: Abd.=Abandon - Np.=Non partant.

### Deuxième manche

#### Classement de la course
| Pos. | Pilote          | Écurie                   | Châssis                | Tours | Temps/Abandon               | Grille |
| ---- | --------------- | ------------------------ | ---------------------- | ----- | --------------------------- | ------ |
| 1    | Giuseppe Farina | Scuderia Milano          | Maserati 8CL           | 15    | 40 min 35 s 6 (107,23 km/h) |        |
| 2    | Oscar Gálvez    | Privé                    | Alfa Romeo Tipo 308    | 15    | + 14 s 5                    |        |
| 3    | Chico Landi     | Privé                    | Alfa Romeo Tipo 308    | 15    | + 58 s 9                    |        |
| 4    | Arialdo Ruggeri | Scuderia Milano          | Maserati 4CL           | 15    | + 2 min 57 s 5              |        |
| 5    | Victorio Rosa   | Privé                    | Maserati               | 14    | + 1 tour                    |        |
| 6    | Italo Bizio     | Privé                    | Maserati               | 14    | + 1 tour                    |        |
| 7    | « Raph »        | Écurie Naphtra Course    | Maserati 4CL           | 13    | + 2 tours                   |        |
| 8    | Enrico Platé    | Scuderia Milano          | Maserati 4CL           | 12    | + 3 tours                   |        |
| Abd. | Juan Gálvez     | Privé                    | Alfa Romeo             |       |                             |        |
| Abd. | Clemar Bucci    | Privé                    | Cadillac Special       |       |                             |        |
| Abd. | Gino Bianco     | Privé                    | Ford Special (Bimotor) |       |                             |        |
| Np.  | Oscar Gálvez    | Automovil Club Argentina | Maserati 4CLT          |       | Moteur                      |        |

- Légende: Abd.=Abandon - Np.=Non partant.

### Manche finale

#### Classement de la course
| Pos. | Pilote               | Écurie                   | Châssis             | Tours | Temps/Abandon                   | Grille |
| ---- | -------------------- | ------------------------ | ------------------- | ----- | ------------------------------- | ------ |
| 1    | Luigi Villoresi      | Scuderia Milano          | Maserati 4CL        | 25    | 1 h 11 min 46 s 6 (101,68 km/h) |        |
| 2    | Chico Landi          | Privé                    | Alfa Romeo Tipo 308 | 25    | + 38 s 0                        |        |
| 3    | Andres Fernández     | Privé                    | Maserati 6CM        | 24    | + 1 tour                        |        |
| 4    | Arialdo Ruggeri      | Scuderia Milano          | Maserati 4CL        | 24    | + 1 tour                        |        |
| 5    | Victorio Rosa        | Privé                    | Maserati            | 23    | + 2 tours                       |        |
| 6    | « Raph »             | Écurie Naphtra Course    | Maserati 4CL        | 21    | + 4 tours                       |        |
| Abd. | Oscar Alfredo Gálvez | Privé                    | Alfa Romeo Tipo 308 | 7     | Allumage                        |        |
| Abd. | Juan Manuel Fangio   | Automovil Club Argentina | Maserati 4CL        | 4     | Allumage                        |        |
| Abd. | Italo Bizio          | Privé                    | Maserati            | 3     |                                 |        |
| Abd. | Giuseppe Farina      | Scuderia Milano          | Maserati 8CL        | 3     | Freins                          |        |
| Abd. | Achille Varzi        | Privé                    | Alfa Romeo 12C-37   | 2     | Allumage                        |        |
| Abd. | Pascual Puopolo      | San Isidoro              | Maserati 8CL        |       |                                 |        |
| Abd. | Enrico Platé         | Scuderia Milano          | Maserati 4CL        |       |                                 |        |
| Abd. | Jean-Pierre Wimille  | Équipe Simca-Gordini     | Gordini Type 15     |       |                                 |        |
| Abd. | Eitel Cantoni        | Privé                    | Maserati 4CL        |       |                                 |        |
| Np.  | Gabriele Besana      | Privé                    | Ferrari 166SC       |       | Non partant                     |        |

- Légende: Abd.=Abandon - Np.=Non partant.

## IIGran Premio de Eva Duarte Perón

### Grille de départ
| Pos. | Pilote                 | Châssis    |
| ---- | ---------------------- | ---------- |
| 1    | Luigi Villoresi        | Maserati   |
| 2    | Oscar Alfredo Gálvez   | Alfa Romeo |
| 3    | Giuseppe Farina        | Maserati   |
| 4    | Achille Varzi          | Alfa Romeo |
| 5    | Pascual Puopolo        | Maserati   |
| 6    | Chico Landi            | Alfa Romeo |
| 7    | Juan Manuel Fangio     | Gordini    |
| 8    | Benedicto Campos       | Maserati   |
| 9    | Italo Bizio            | Alfa Romeo |
| 10   | Pablo Pessatti         | Alfa Romeo |
| 11   | Carlos Fortunati Firpo | Maserati   |
| 12   | Adriano Malusardi      | Alfa Romeo |
| 13   | Victorio Rosa          | Maserati   |
| 14   | Andres Fernández       | Maserati   |
| 15   | « Raph »               | Maserati   |
| 16   | Eitel Cantoni          | Maserati   |

### Classement de la course
| Pos. | Pilote                 | Écurie                   | Châssis             | Tours | Temps/Abandon                   | Grille |
| ---- | ---------------------- | ------------------------ | ------------------- | ----- | ------------------------------- | ------ |
| 1    | Luigi Villoresi        | Scuderia Milano          | Maserati 4CL        | 50    | 2 h 15 min 16 s 5 (107,89 km/h) | 1      |
| 2    | Oscar Alfredo Gálvez   | Privé                    | Alfa Romeo Tipo 308 | 50    | + 39 s 3                        | 2      |
| 3    | « Raph »               | Écurie Naphtra-Course    | Maserati 4CL        | 48    | + 2 tours                       | 15     |
| 4    | Pablo Pessatti         | Privé                    | Alfa Romeo 8C-35    | 47    | + 3 tours                       | 10     |
| 5    | Carlos Fortunati Firpo | Privé                    | Maserati            | 47    | + 3 tours                       | 11     |
| 6    | Benedicto Campos       | Écurie Naphtra-Course    | Maserati 4CL        | 45    | + 5 tours                       | 8      |
| 7    | Victorio Rosa          | Privé                    | Maserati            | 41    | + 9 tours                       | 13     |
| 8    | Juan Manuel Fangio     | Automovil Club Argentina | Gordini Type 11     | ?     |                                 | 7      |
| Abd. | Achille Varzi          | Privé                    | Alfa Romeo 12C-37   | 37    | Électricité                     | 4      |
| Abd. | Giuseppe Farina        | Scuderia Milano          | Maserati 8CL        |       | Réservoir d'essence fendu       | 3      |
| Abd. | Pascual Puopolo        | San Isidoro              | Maserati 8CL        |       | Accident                        | 5      |
| Abd. | Chico Landi            | Privé                    | Alfa Romeo Tipo 308 |       |                                 | 6      |
| Abd. | Eitel Cantoni          | Privé                    | Maserati 4CL        |       | Incendie                        | 16     |
| Abd. | Italo Bizio            | Privé                    | Alfa Romeo 8C 2900A |       |                                 | 9      |
| Abd. | Adriano Malusardi      | Privé                    | Alfa Romeo          |       |                                 | 12     |
| Abd. | Andres Fernández       | Privé                    | Maserati            |       |                                 | 14     |
| Np.  | Jean-Pierre Wimille    | Équipe Simca-Gordini     | Gordini Type 15     |       | Non partant                     |        |
| Np.  | Gabriele Besana        | Privé                    | Ferrari 166SC       |       | Non partant                     |        |

- Légende: Abd.=Abandon - Np.=Non partant.

## Pole position et record du tour
- II Gran Premio del General Juan Perón y de la Ciudad de Buenos Aires
  - Première manche
    - Pole position :  Inconnu (Inconnu).
    - Meilleur tour en course :  Luigi Villoresi (Maserati) en 2 min 39 s 5 (109,81 km/h).

  - Deuxième manche
    - Pole position :  Inconnu (Inconnu).
    - Meilleur tour en course :  Giuseppe Farina (Maserati) en 2 min 37 s 6 (111,13 km/h).

  - Manche finale
    - Pole position :  Inconnu (Inconnu).
    - Meilleur tour en course :  Luigi Villoresi (Maserati) en 2 min 37 s 4 (111,27 km/h).
- II Gran Premio de Eva Duarte Perón
  - Pole position :  Luigi Villoresi (Maserati).
  - Meilleur tour en course :  Luigi Villoresi (Maserati) 2 h 33 min 7 s (114,02 km/h).